# Chueca (Toledo)
Chueca es un municipio y localidad española de la provincia de Toledo, en la comunidad autónoma de Castilla-La Mancha. Cuenta con una población de 249 habitantes (INE 2024).

## Toponimia
El término «Chueca» deriva del árabe suwayka (pequeño mercado), diminutivo de suq (zoco, mercado). En el siglo XII se la denominaba Assueca, mientras que en documentos mozárabes aparece con el nombre derivado de Choca.

## Geografía
El municipio se encuentra situado en una llanura de la comarca de los Montes de Toledo, cerca de la sierra de Nambroca, lindando con los términos municipales de Nambroca, Villaminaya, Orgaz y Ajofrín, todas de Toledo.

## Historia
Chueca fue un caserío que los mozárabes de Toledo habitaban en las épocas de la cosecha. 
Antiguamente, su iglesia parroquial fue cabeza de la iglesia de Ajofrín a la que tenía por aneja.
En el siglo XVIII existen dos dependencias conventuales: Carmelitas Descalzas (1787) y Padres Trinitarios.
En el siglo XIX, durante la desamortización del ministro Juan Álvarez Mendizábal, constaban en las relaciones de las órdenes expropiadas tres casas de labor dependientes de tres órdenes religiosas distintas: Trinitarios calzados, Carmelitas calzados y Bernardas cistercienses. Dichas casas de labor permanecen en pie y habitadas.[cita requerida]
A mediados del siglo XIX contaba con 78 casas y el presupuesto municipal ascendía a 5179 reales de los cuales 1664 eran para pagar al secretario.

## Administración

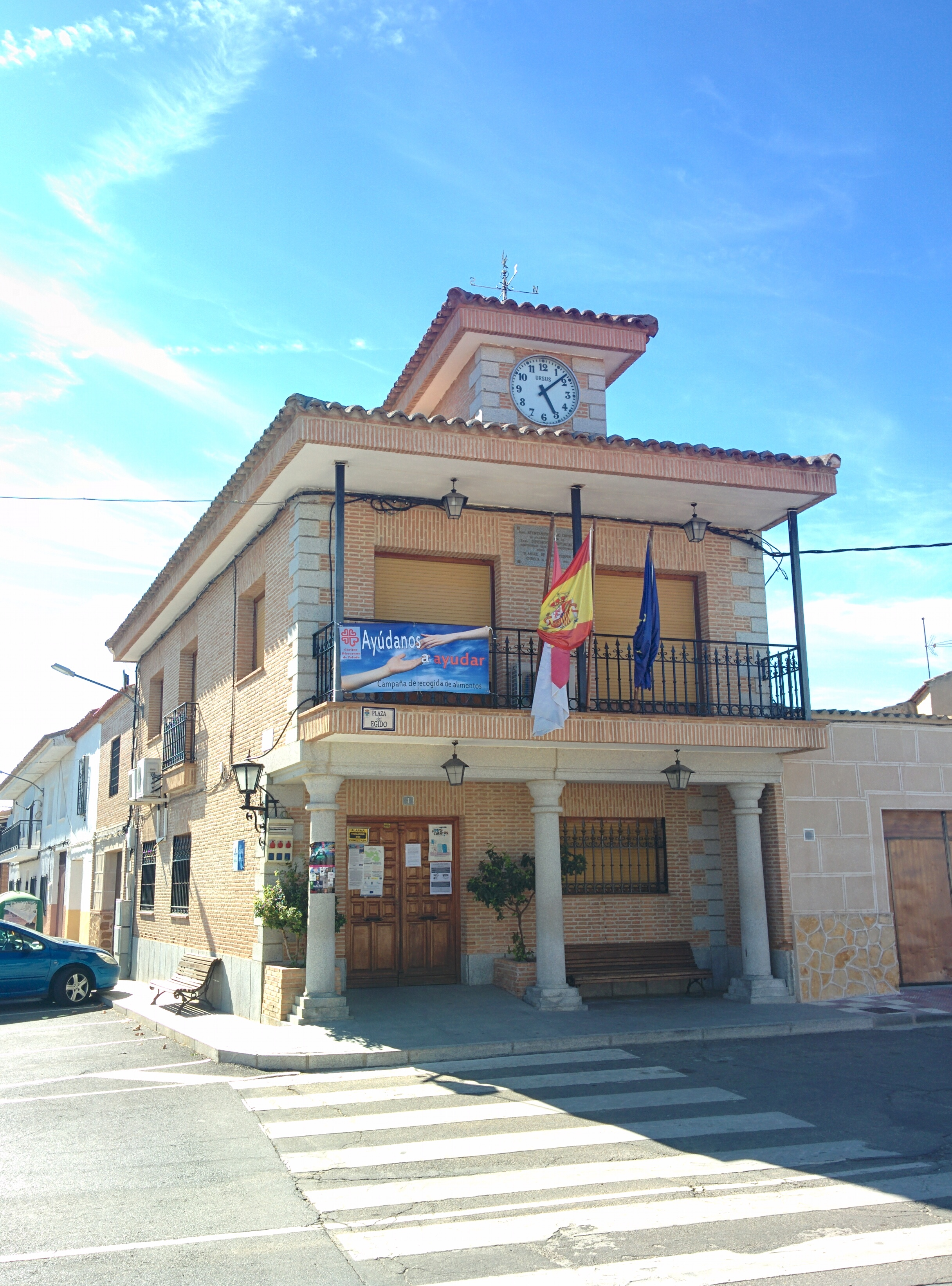
Casa consistorial

| Periodo   | Nombre                 | Partido   |
| --------- | ---------------------- | --------- |
| 1979-1983 | Ángel de Mora Fermín   | UCD       |
| 1983-1987 | Ángel de Mora Fermín   | AP/PDP/UL |
| 1987-1991 | Ángel de Mora Fermín   | PP        |
| 1991-1995 | Ángel de Mora Fermín   | PP        |
| 1995-1999 | Ángel de Mora Fermín   | PP        |
| 1999-2003 | Ángel de Mora Fermín   | PP        |
| 2003-2007 | Santiago Sánchez Galán | PSOE      |
| 2007-2011 | Santiago Sánchez Galán | PSOE      |
| 2011-2015 | Santiago Sánchez Galán | PSOE      |
| 2015-2019 | Santiago Sánchez Galán | PSOE      |
| 2019-2023 | Santiago Sánchez Galán | PSOE      |
| 2023-act. | Antonio Arco de Mora   | PP        |

## Demografía
Cuenta con una población de 249 habitantes (INE 2024).

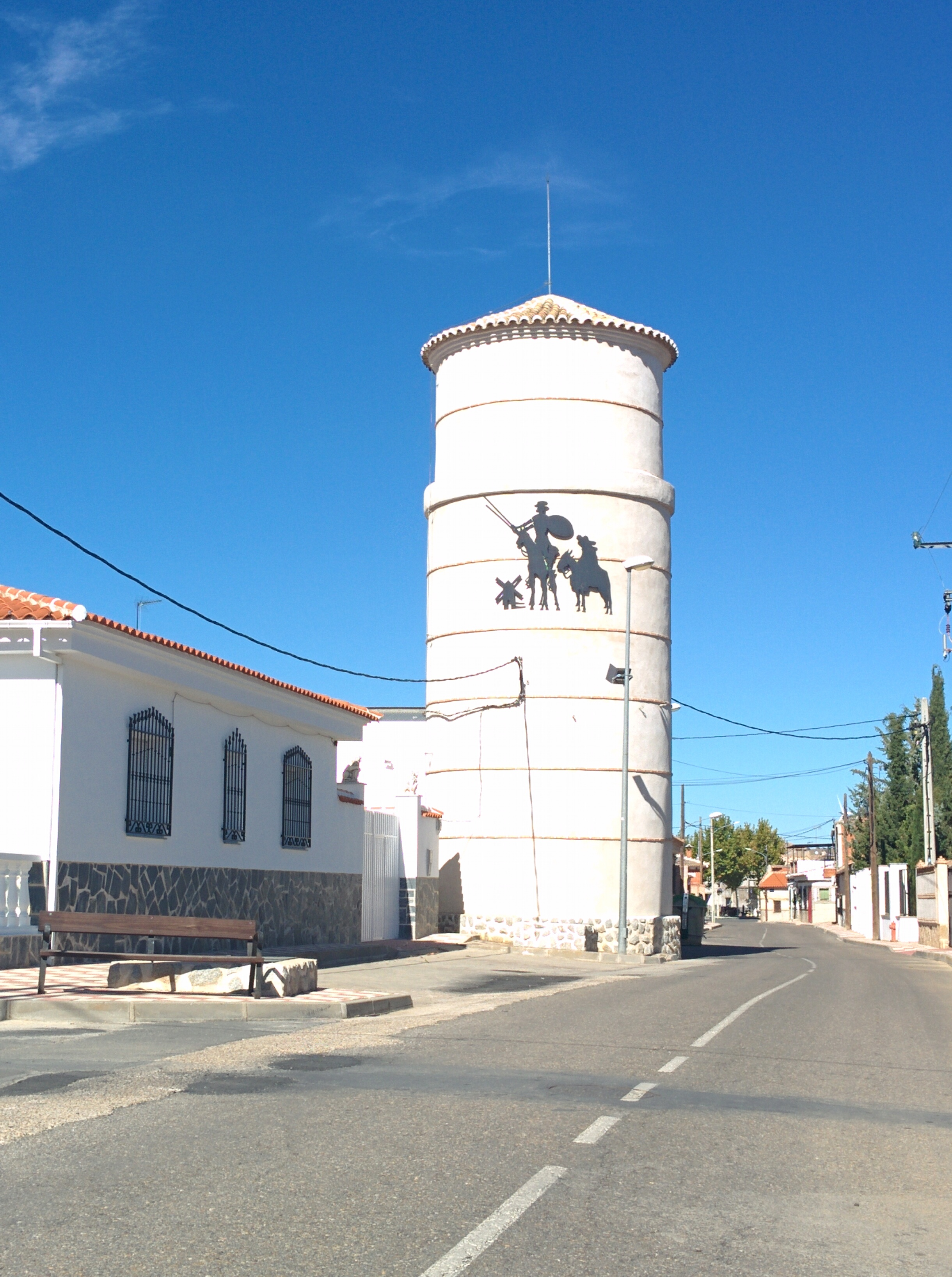
Depósito de agua

| Gráfica de evolución demográfica de Chueca entre 1842 y 2021                                                          |
| |
| Población de derecho según los censos de población del INE. Población de hecho según los censos de población del INE. |

| 393           | 340 | 373 | 331 | 344 | 343 | 410 | 263 | 261 | 251 |
| (Fuente: INE) |     |     |     |     |     |     |     |     |     |

## Patrimonio
Destaca la iglesia parroquial de Santa María Magdalena. Se trata de un templo construido entre los siglos XVI y XVII, realizada con aparejo de ladrillo y calicanto. La fábrica de la torre es a base de aparejo toledano en sus dos cuerpos superiores. Consta de una sola nave con capilla mayor y otras dos capillas laterales en los brazos del crucero. La nave central está separada del presbiterio por un arco de medio punto, la pila bautismal de granito se encuentra a los pies de la misma, antiguamente también existía un coro elevado sobre la entrada al edificio. Destaca el artesonado mudéjar que cubre longitudinalmente la nave.

## Fiestas
- Segundo domingo de mayo: Santo niño de Praga
- 15 de mayo: San Isidro.
- 16 de julio: Virgen del Carmen.
- 29 de julio: Santa Marta.
- Tercer domingo de septiembre: Cristo del Olvido.
- 4 de diciembre: Santa Bárbara.